# スティーブ・ウォズニアック
スティーヴン・ゲイリー・ウォズニアック（Stephen Gary Wozniak、1950年8月11日 - ）は、アメリカ合衆国のコンピュータ・エンジニアである。スティーブ・ジョブズ、ロナルド・ウェインらと共に、商用パーソナルコンピュータで世界初の成功を収めたAppleの共同設立者の一人であり、創業から現在まで在籍し続けている唯一の社員である。
Apple IおよびApple IIをほぼ独力で開発。多くのコンピューター関係者に人柄を慕われ「ウォズ」、技術者からはApple IIの設計などから窺えるその技術力から「ウォズの魔法使い」（オズの魔法使い、The Wizard of Ozのもじり）とも呼ばれる。

## 経歴

### 幼少期

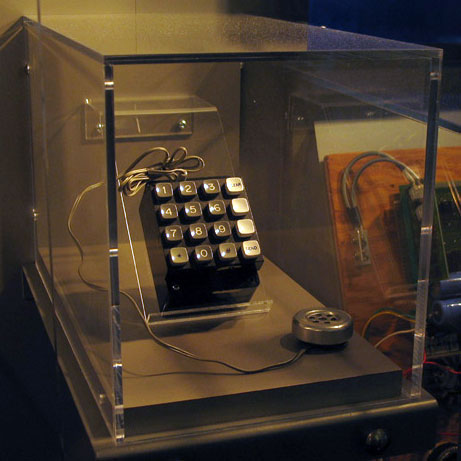
ウォズの製作したブルー・ボックス（カリフォルニアのコンピュータ歴史博物館に展示）

ロッキードのエンジニアだった父ジェリー・ウォズニアックのもとに、カリフォルニア州サンノゼにて生まれる。父はウクライナのブコビナに由来を持つポーランド系、母がドイツ系スイス人の家系。出生証明書には「Stephan」と記載されているがそれは出生係の間違いで、本人は一貫して自身の名前として「Stephen」を使用しているという。6歳の時、アマチュア無線の免許を取得し、自作キットのアマチュア無線機を組み上げた。13歳の時に、トランジスタの組み合わせによる原始的なコンピュータ（二進加減算機）で科学コンクールに優勝する。
1971年の夏、当時21歳のウォズニアックは友人ビル・フェルナンデスの紹介で当時16歳のスティーブ・ジョブズと知り合い、すぐに意気投合した。その年の秋、ウォズニアックとジョブズは『エスクァイア』誌1971年10月号に掲載されていた記事を読んでブルーボックス（不正に無料で長距離電話をかけることを可能にする装置）の存在を知った。2人は、記事に登場したジョン・T・ドレーパー（キャプテン・クランチ）と会って情報交換をし、スタンフォード線形加速器センターの図書館に出向いてAT&Tの技術資料を見つけ出し、それを元にウォズニアックがオリジナルのブルーボックスを自作した。ウォズニアックはブルーボックスを作ったことで既に満足していたが、ジョブズはこの装置を販売することを決め、学生寮などで1台150ドルの価格で売り回った。ウォズニアックはこの装置の製作者として「バークレー・ブルー」との仮名を使った。
ジョブズが販売したブルーボックスは最終的に約200台に達し、ジョブズとウォズニアックは大きな利益を上げることになったが、ある日の商談で銃で脅されたことがきっかけとなり、身の危険を感じた2人は装置の販売を止めた。
ウォズニアックも学業が成り立たなくなり、1973年に彼は大学を休学、その後ヒューレット・パッカードに入社し、電卓設計の仕事を与えられた。また、同社社員時代、ジョブズの依頼でアタリの『ブレイクアウト』に必要な汎用ロジックICの数を半減させるという仕事を行ったが、この時ジョブズは山分けと称して報酬額をかなり過少に伝え（いわゆる「ピンハネ」）、そのほとんどをジョブズが手にした（後述）。のち、カリフォルニア大学バークレー校卒業。

### Apple I

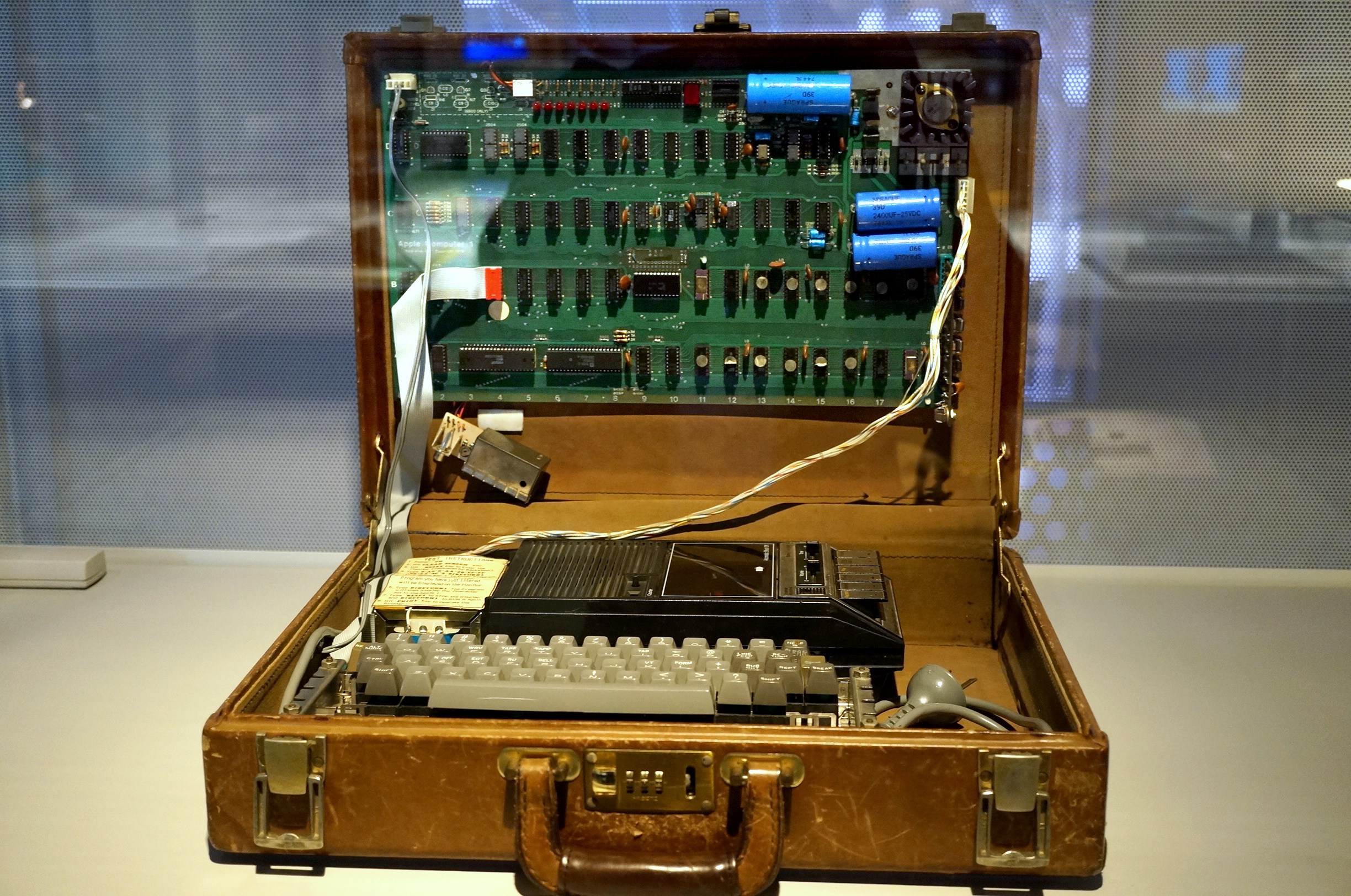
Apple I

1975年、Altair 8800というコンピュータ・キットが発売され人気を博していた。ウォズニアックはAltair 8800よりも優れたマシンを自作できると考え、のちに「Apple I」と命名されるマイクロコンピュータを独力で設計し、完成品を「ホームブリュー・コンピュータ・クラブ」の会合に持ち込み称賛を浴びた。ウォズニアック自身はコンピュータの回路図を無料配布することを望んでいたが、ジョブズはこのマシンを利用したビジネスを始めるべきだと主張した。
ヒューレット・パッカードとアタリにマシンの商品化を断られた後、ジョブズとウォズニアックは自分たちで新事業を立ち上げることを決意した。事業を始めるため、ジョブズは愛車のワーゲンバスを、ウォズニアックはHP製のプログラム電卓（HP-65）を売り払い、1,300ドル余りの資金を捻出した。
1976年4月1日、ジョブズとウォズニアック、そしてロナルド・ウェインの3人は、カリフォルニア州のビジネスパートナーシップとして「Apple Computer Company（アップルコンピュータ・カンパニー）」を創業した。
ジョブズは「Apple Computer」という社名の由来について、当時果実食主義を実践していたことに加え、リンゴ農園から帰ってきた直後だったこともあってこの名前を思いつき、その響きが「楽しげで、元気がよく、威圧感もない」と考え、「その上、電話帳でアタリより上に来る名前でもあった」ので採用したのだと説明している。一方のウォズニアックは、この名前はジョブズが提案したものでありその真意は不明とした上で、「彼は音楽好きであったので、アップル・レコードから思いついたのかもしれない」とコメントしている。
ジョブズが「Apple」を提案したとき、ウォズニアックは即座に「ビートルズのアップル社と同名では訴訟沙汰にならないか？」とジョブズに問い返した（これは2013年の映画『スティーブ・ジョブズ』で描かれている）。この不安は後に「アップル対アップル訴訟」という形で現実のものとなってしまった。
1976年6月に、バイトショップに「Apple I」50台を納品。666.66ドルの価格がついたが、あまり売れ行きが良くなかった。失望したロナルド・ウェインは権利を放棄して会社を去った。しかし、8月を過ぎると売上は好転。ジョブズとウォズニアックは昼夜時間を惜しんでApple Iを作り、そして売った。

### Apple Computer設立

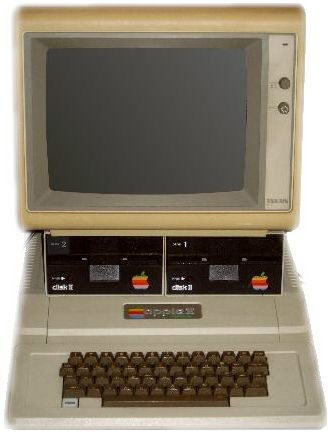
Apple II

Apple Iの最初の取引で、約8,000ドルの利益を手にした。Apple Iを大量に作って売ろうと考えたジョブズは、アタリ時代のボスであったブッシュネルに相談する。ブッシュネルは、ベンチャーキャピタル会社を紹介するが、ジョブズの話に興味を持てず、マイク・マークラを紹介した。
マークラは、フェアチャイルドとインテルのストックオプションで財を成し、若くして隠遁生活を送っていたが、ジョブズの話に興味を持ち1976年11月にAppleに加わった。マークラは個人資産の92,000ドルを投資し、さらにバンク・オブ・アメリカから信用貸付枠を勝ち取った。1977年1月3日、3人はApple Computerを法人化した。
1977年5月には、ナショナル セミコンダクターからマイケル・スコットを引き抜き、彼を社長の座につける。スコットはAppleをより組織的にするため、社員番号を入れた社員証を発行した。社員番号1は、ウォズニアックに与えられたが、ジョブズはこれをスコットに抗議した。社員番号1を与えればジョブズの放漫が増すと考えたスコットはこれを拒んだ。ジョブズは結局、社員番号0（振込先の銀行が0番に対応していなかったので実務上は2）を手に入れることで妥協した。それ以降はマークラは3番、ジョブズをウォズニアックに紹介し最初の従業員となったフェルナンデスが4番である。スコットは5番目の入社であったが、好きな数字である7を社員番号としてもらった。

### Appleでの開発
これと前後してウォズニアックは、Appleに注力するためにヒューレット・パッカードを退社。Apple Iの再設計を開始した。処理能力の向上と外部ディスプレイへのカラー表示、機能拡張スロット、内蔵キーボード、データ記録用カセットレコーダをもつApple IIをロッド・ホールトが開発した電源 以外を、Integer BASICやフロッピードライブのコントローラIntegrated Woz Machineも含めてほとんど独力で開発。1977年6月に発表した。価格は1,298ドル。Apple IIは爆発的に売れ、1984年には設置ベースで200万台を超え、莫大な利益をAppleにもたらした。
1980年にAppleはIPO（株式公開）を果たし、ウォズニアックには1億ドルを超える創業者利益が転がり込んだ。（創業時のビートル／電卓売却額を株式比率とすると、ジョブスはその6倍、ビートル+ブレイクアウト報酬／電卓+ブレイクアウト報酬とすると10.25倍であるが、実際にはウォズニアック45%、ジョブス45%、ウェイン10%の株式保有、ウェインが10%の株式を800ドルで誰に売ったかは不明）
1981年2月、サンタクルーズスカイパークでウォズニアック自身が操縦していた軽飛行機が墜落。一命は取り留めたが、事故当時を含め5週間記憶を失った。
1982年にウォズニアックはウッドストック・フェスティバルの再来を夢見て、第1回USフェスティバルのイベントを開催した。正規の入場料を払った参加者は少なく、さらに340人の逮捕者を出して終わった。しかし、ウォズニアックは1983年にも第2回USフェスティバルを開催する。
1985年2月6日、AppleがApple IIを正しく扱っていないことを理由に役員を辞任したが、2020年現在まで社員であり続けている。再びカリフォルニア大学バークレー校にロッキー・ラクーン・クラークという名前で入学し、1986年6月に電子工学の学位を取得した。
1985年2月、ロナルド・レーガン大統領からアメリカ国家技術賞を、ジョブズと共に授与される。

### その後
以後、現在に至るまで、地域の子供や若者のための情報化教育活動などをしている。
AppleがMacintoshに注力し、Apple IIを冷遇していたことに不満を持っていたウォズニアックだが、Macintoshの長年のユーザでもあり、近年のAppleにおけるOS XやiPhoneへの取り組みを称賛している。（iPodObserver）
ジョブズの死後、インタビューの中でジョブズ亡き後のAppleに対して数々の感情を持っており、そのうちの一つが不安であるという。彼は現在のソニーを例に挙げ「ソニーの製品はシンプルで美しかったが、現在の彼らからはそれが失われている」とコメントし、Appleに対してソニーの二の舞になるのではないかという不安があるとコメントした。
2010年、テレビドラマ『ビッグバン★セオリー/ギークなボクらの恋愛法則』シーズン4第2話に本人役でゲスト出演。
2011年、カリフォルニア州のチャリティ・ロッジNo.362にてフリーメイソンに入会。
2015年、株式会社東京コミックコンベンションの株主となり、開催に尽力。
2017年、日本の人材サービス会社パーソルのCMに出演。
2020年、共同創業者兼エンジニアとして携わるブロックチェーンプロジェクトEfforceのWOZXトークンがHBTCにて初上場。

## 人物・エピソード

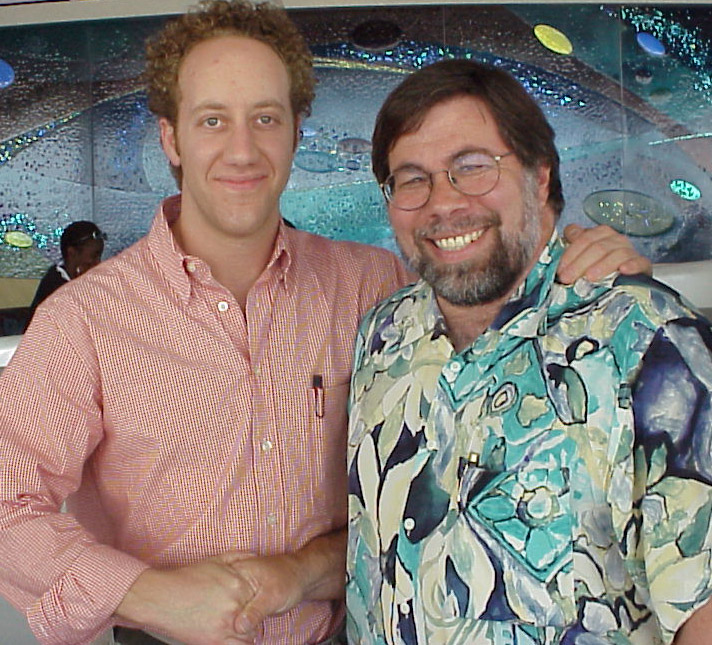
ジョーイ・スロトニックとスティーブ・ウォズニアック

少年時代は引っ込み思案な性格だった。エンジニアだった父親に幼少期から様々な専門知識を教わったため、小学6年生のときにはIQは200を越えていたと語っている。
ブルーボックスを製作していた当時、ウォズニアックはヘンリー・キッシンジャーを騙ってバチカンのローマ教皇庁にブルーボックスで電話をかけ、ローマ教皇・パウロ6世を呼び出そうとした。1977年には、MITSがリリースする新型機という触れ込みで、Zaltair 8800という架空のコンピュータのパンフレットを作成して展示会で配布する「いたずら」もおこなっている（詳細は同記事を参照）。
ハード・ソフト両面共に芸術的と称される設計センスで、Appleの社風に根本的なインスピレーションを与えている。Macintoshの開発者もApple IIで鍛えられた者ばかりで、広告用の学歴に「ウォズニアック大学」と書いた同僚がいた。
ウォズニアックがアップルの設立に弱腰だったのを、ジョブズが「一度くらい失敗したっていい。それよりも、俺は一度会社を作ったことがあるんだぜといえることのほうが大切だ」といって口説いたというエピソードは有名である。
前述のとおり、ジョブズがアタリの技師になったころ、ブロック崩しゲームである「ブレイクアウト」の設計を命じられた。 ジョブズは自身の手に余る仕事であることを認識。すぐにウォズニアックに助けを頼んで、2人は4日間の徹夜でブレイクアウトを完成させた。ジョブズは報酬の山分けをウォズニアックに提案し、アタリから受け取ったとする700ドルのうち350ドルを小切手にしてウォズニアックに渡した。しかし、実際にはジョブズはアタリから5000ドルを受け取っていた。後にウォズニアックの知るところになるが、彼はたとえ25セントしかもらえなくても引き受けただろう、と語った。
また、1980年にAppleが株式公開をする際、株を持っていたのは創業者と一部のマネージャーだけであった。しかし、ウォズニアックはストックオプションの権利を持たない従業員にウォズプランという形で、彼の所有分から1人2,000株まで買えるようにした。ジョブズやマークラは、この行為は間違っていると非難したが、ウォズニアックは「おかげで家を買ったり、子供を大学に通わせたりできたと多くの感謝を受けた。やった甲斐があった」と語っている。
USフェスティバルを主催したウォズニアックは、推定2000万ドルを損失したが、本人は大満足しているそうである。
1990年代、Nintendo Powerというアメリカで販売されていた任天堂専門誌で、毎回ゲームボーイのテトリスのハイスコアと達成者の出身地や名前を掲載するコーナーが存在していた。ウォズニアックは長い間1位を独占し続けていたが、あまりにも長期間1位を専有しすぎたために雑誌側から掲載を断られるようになってしまった。そこでウォズニアックは自身の名前を「Evets Kainzow」と逆から綴って再び投稿したところ見事に出し抜いて1位に返り咲いたのであった。ウォズニアックとテトリスのつながりは深く、ミハイル・ゴルバチョフとジョージ・H・W・ブッシュにゲームボーイ本体とテトリスをプレゼントしたことすらあるという。2013年の雑誌『Game Informer』のYouTube企画で撮影された動画内では愛機のゲームボーイライトをプレイしながら自らそれらの経験を雄弁に語っていた。
2009年よりアメリカでトヨタ車での事故が多発し、トヨタ車に欠陥があるとした騒動に関し、2010年2月2日、2010年モデルのプリウスでクルーズコントロールを使用して高速道路巡航中に、アクセルに触れていないのに156 km/h (97 mph)に加速した経験を述べ、2010年モデルのプリウスはリコール対象車ではないが、ウォズニアックはソフトウェアに問題があると主張、また、「苦情を言ったのにトヨタとNHTSAから2か月間何の返事もない」と述べた。その後、「クルーズコントロールを使って速度を上げたら、ある速度で加速を始め、どこまでも上がるようだったのでブレーキを掛けた」と述べ、またプリウスを9台持っているとしてトヨタのファンであると語っている。なお、2011年に米国運輸省は調査の結果、トヨタ車に欠陥がないことを最終報告した。
2023年3月にフューチャー・オブ・ライフ・インスティチュートのオープンレターに署名した。高度な人工知能が人類にもたらすリスクのため、「制御不能な競争」から手を引くよう開発者に求めた。人工知能によって、詐欺を見分けて回避することが難しくなる可能性があると述べてもおり、規制の強化を求めた。

## 受賞歴
- 1979年 - グレース・ホッパー賞
- 1985年 - アメリカ国家技術賞
- 2021年 - IEEE井深大コンシューマー・エレクトロニクス賞